# Faro Cabo Raso
El Faro Cabo Raso es un faro no habitado de la Armada Argentina que se encuentra en la ubicación 44°20′42″S 65°14′09″O / -44.34500, -65.23583 en la caleta Rasa (cuyo nombre proviene de la escasa pendiente respecto al terreno), al sur de bahía Vera, aproximadamente a 160 km al sur de la ciudad de Rawson, en el Departamento Florentino Ameghino, en la Provincia del Chubut, Patagonia Argentina. En las cercanías se encuentra el pequeño pueblo de Cabo Raso, que es un lugar donde se sacaban algas marinas para elaborar cosméticos y edulcorantes.
Este faro surge de un proyecto el 29 de abril de 1925, para dar seguridad a la navegación nocturna en el paraje entre el arrecife Salaverría y la costa, entrando en servicio en junio del mismo año. El faro está compuesto por dos torres troncopiramidales sobrepuestas de color blanco. El aparato óptico se encuentra sobre la torre inferior y la casilla de acumuladores está ubicada en la parte inferior de la construcción. La altura total es de 23 metros y su alimentación actual se produce mediante energía solar fotovoltaica.